# آمفی‌تئاتر آرل
تماشاخانه آرل یا آمفی‌تئاتر آرل (به انگلیسی: Arles Amphitheatre)، (به فرانسوی: Arènes d'Arles)، یک تماشاخانه (آمفی‌تئاتر) رومی است که در شهر آرل در جنوب فرانسه جای گرفته‌است. این تماشاخانه دو طبقه رومی محتمالا شناخته‌شده‌ترین جاذبه گردشگری در شهر آرل است که پیشینه آن به دوره رومیان باستان بازمی‌گردد. برجک‌های این تماشاخانه که از بالای بنا نمایان هستند از افزوده‌های دوره سده‌های میانی (قرون وسطی) هستند.
این بنا که در سال ۹۰ میلادی ساخته شده‌است، گنجایشی بیش از ۲۰ هزار نفر تماشاچی را داشت و برای سرگرمی‌های چون ارابه‌رانی و نبردهای تن به تن (کشتی) بر پا شده بود. این تماشاخانه امروز پذیرایی تماشاگران برای نمایش گاوبازی و نیز نمایش و کنسرت موسیقی است.

## نگارخانه

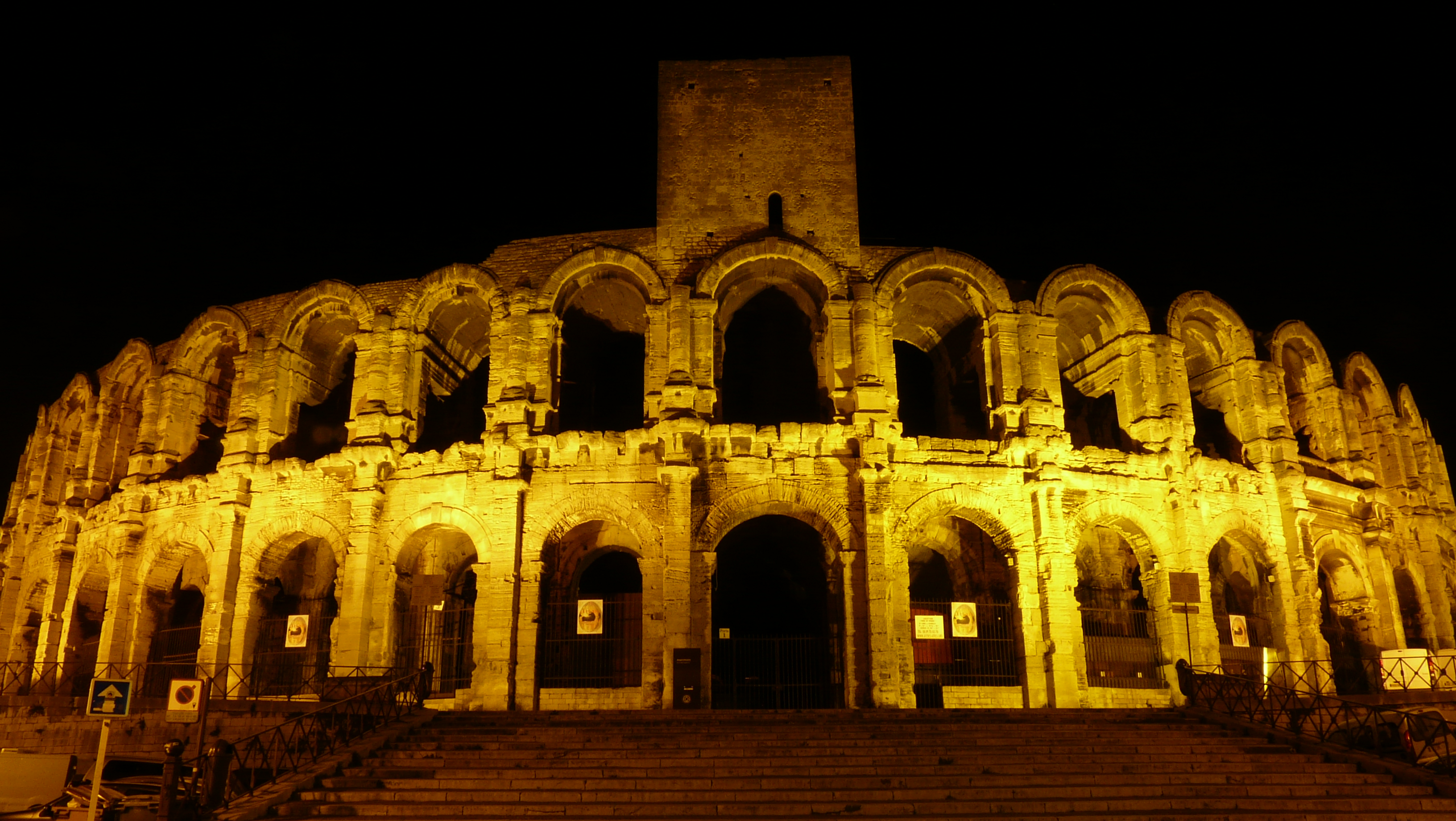
نمای بیرونی تماشاخانه آرل در شب
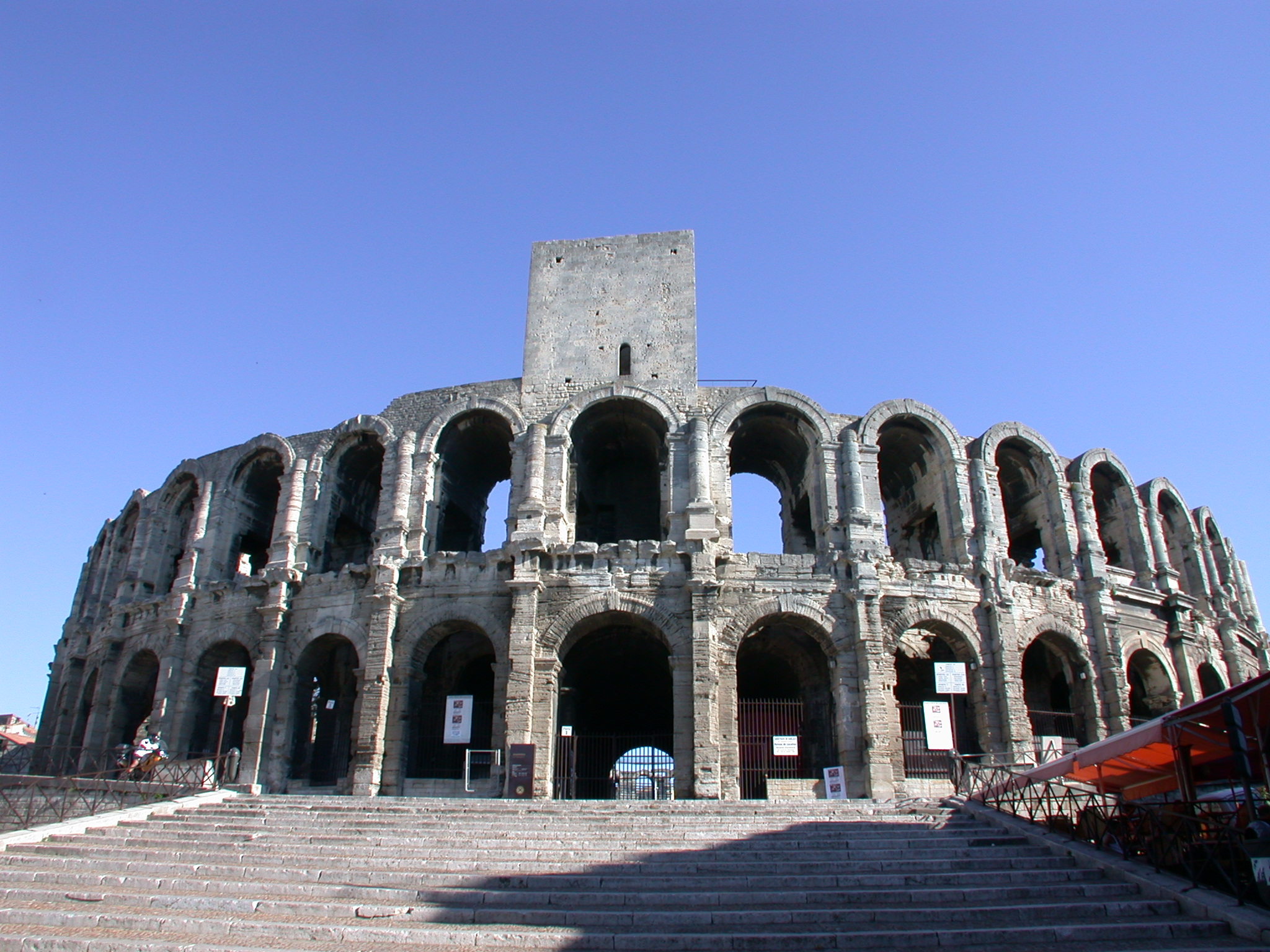
نمای بیرونی تماشاخانه آرل
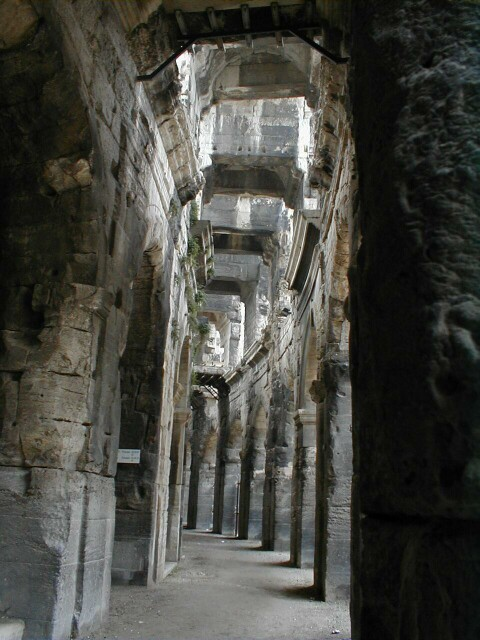
دالان‌ها
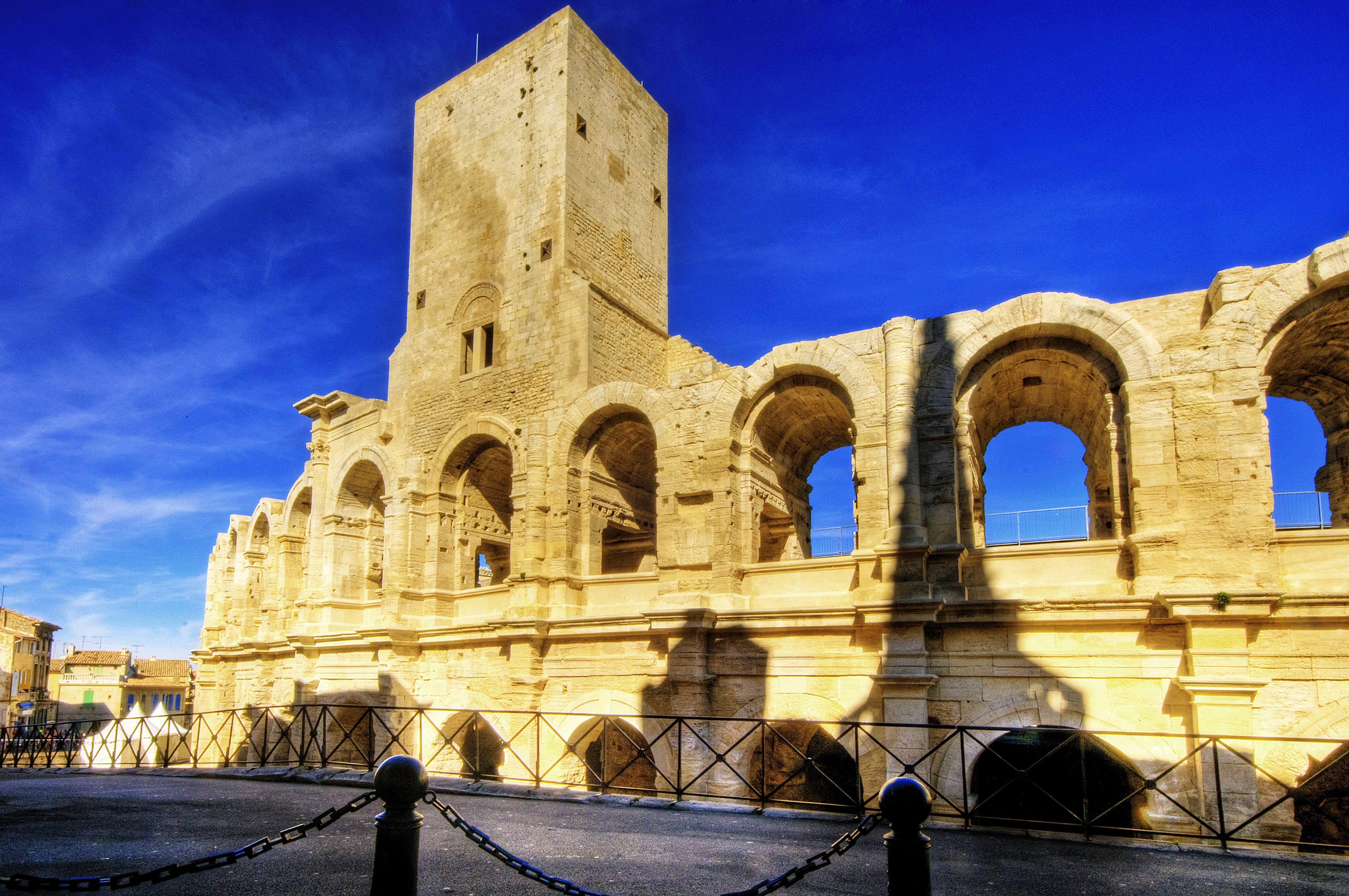
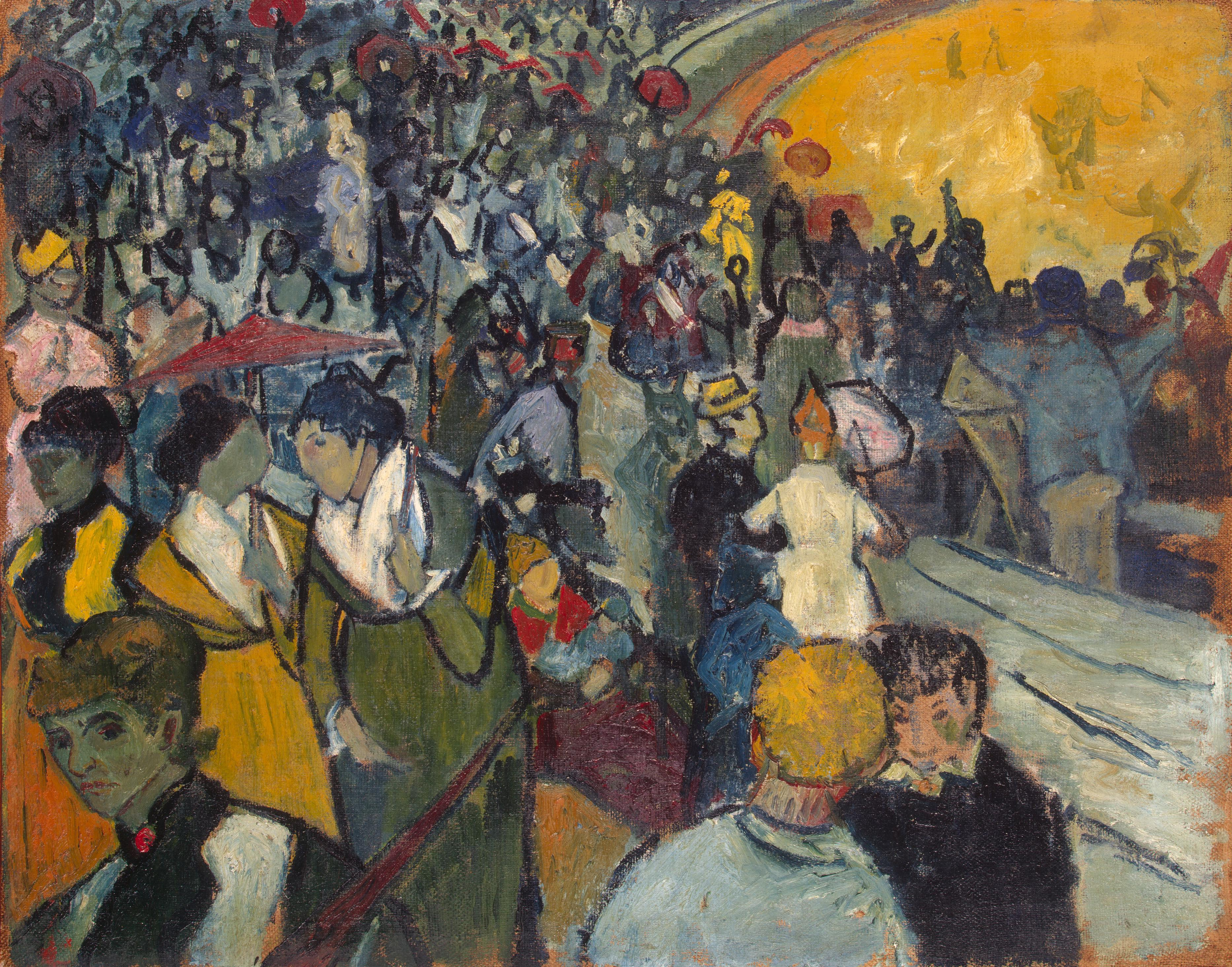
نقاشی Les Arènes کاری از ونسان ون گوگ
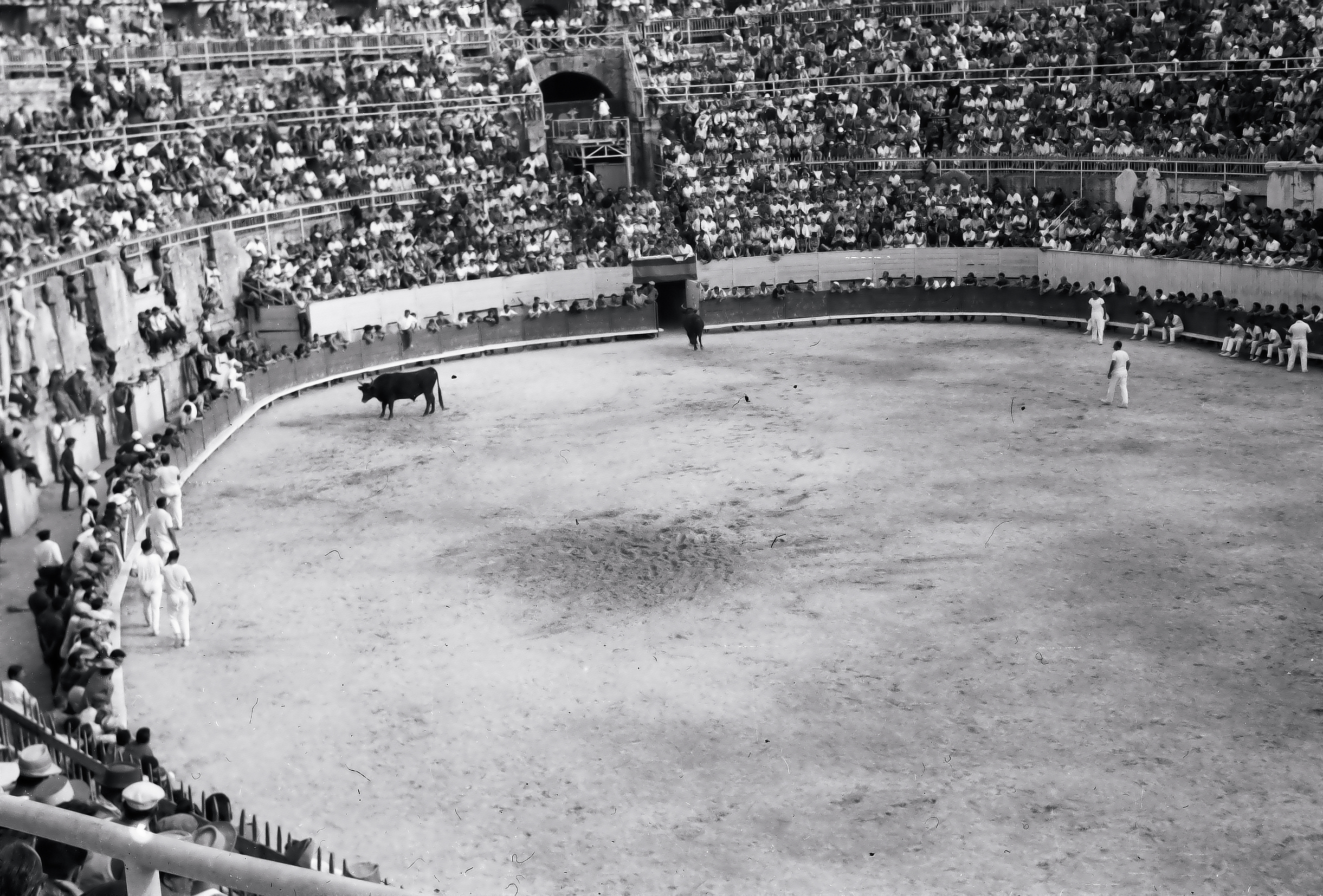
گاوبازی سال ۱۹۶۳
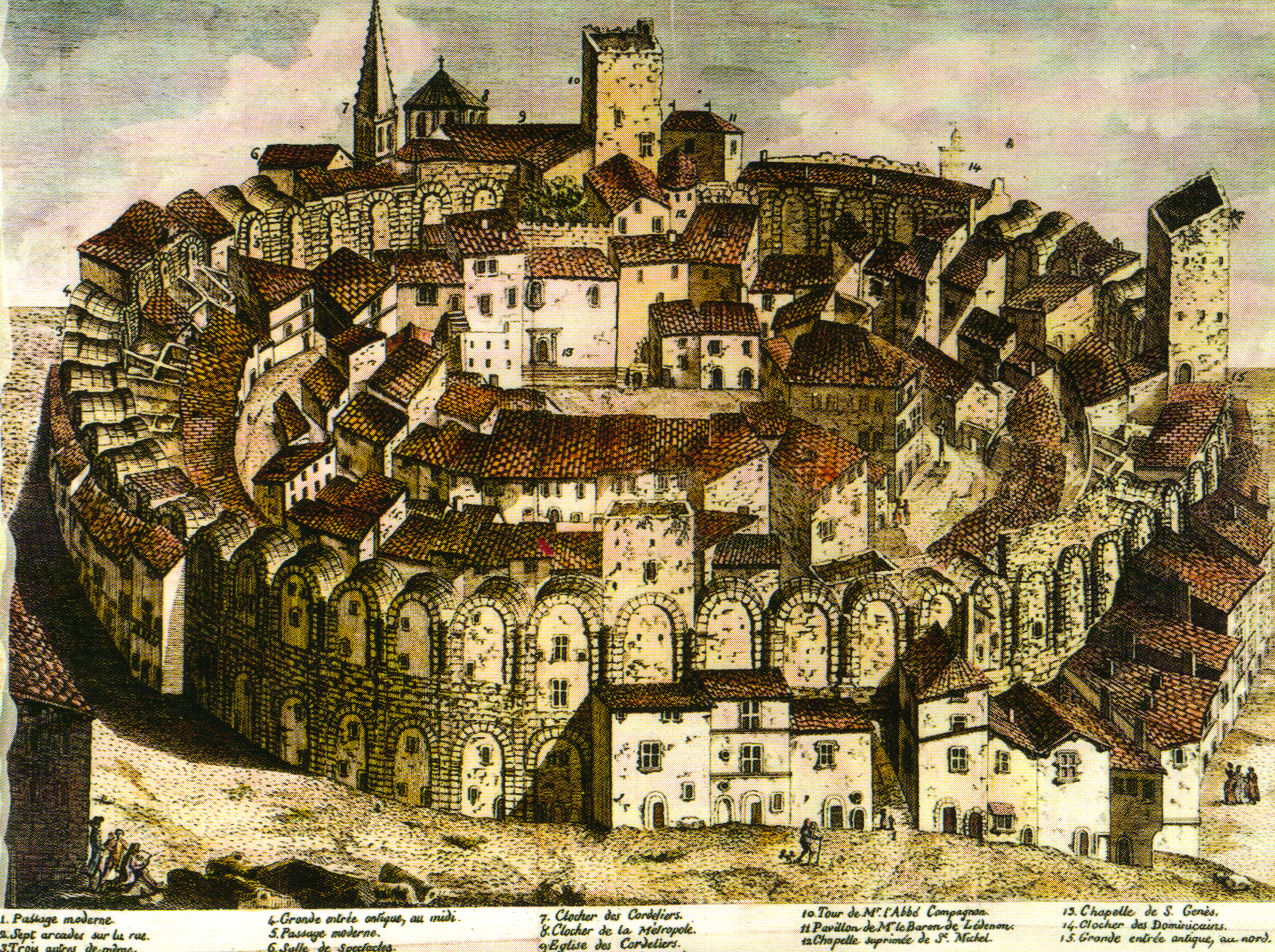
تغییر کاربری تماشاخانه آرل به‌عنوان یک دژ فئودالی در سده‌های میانی